# Ce cher Victor
Ce cher Victor è un film del 1975 diretto da Robin Davis.